# 威廉·沃特
威廉·沃特（英語：William Wirt，1772年11月8日—1834年2月18日），美国作家、政治家，民主共和党成员，曾任美国司法部长（1817年-1829年），1832年美国总统选举中，威廉·沃特任反共济会党总统候选人，获7个选举人票。
| 前任： 理查德·拉什 | 美国司法部长 1817年-1829年 | 繼任： 约翰·M·贝里恩 |